# Colori e simboli del Genoa Cricket and Football Club

Da sinistra: Carlos Alberto Aguilera, Tomáš Skuhravý e Branco nei primi anni 90 del XX secolo, con indosso i due template tradizionalmente usati per le divise del Genoa; Skuhravý con la prima maglia, a partizione rossoblù, e Aguilera e Branco con la seconda maglia, bianca con fascia rossoblù.

Questa voce raccoglie le informazioni riguardanti i colori e simboli del Genoa Cricket and Football Club.
Il colore identitario del Genoa agli albori della sua nascita era il bianco e la divisa (ereditata dalla sezione del Cricket) era così composta: camicia bianca, pantaloncini e calzettoni neri. Nel 1899 la squadra esordirà con una maglia biancoblù a strisce verticali, mantenendo i pantaloni e i calzettoni di colore nero ed è solo dal 1901 che il rosso e il blu diventeranno i colori principali del club, scelta in onore della Bandiera del Regno Unito, in seguito alla proposta di tre soci del Club: Paolo Rossi, Giovanni Bocciardo e Edoardo Pasteur. Il simbolo del Grifone viene preso in prestito dall'araldica cittadina, tuttavia farà parte del club rossoblù solo a partire dal 1910. Per quanto riguarda la Croce di San Giorgio, questa si trovava sotto forma di scudo al centro della seconda maglia del Genoa fin dai primi anni del 900, tuttavia nel tempo questa tradizione si è andata a perdere e riappare sporadicamente su seconde o terze maglie in epoca recente; la Croce di San Giorgio rimane nonostante ciò nella parte iniziale dello stemma odierno.

## La maglia

### Prima divisa

#### La storia
L'abbigliamento era "preso in prestito" dal gioco del cricket, ai quei tempi sport di punta della società sportiva; e quindi come nel cricket la divisa comprendeva una camicia bianca, i pantaloni al ginocchio neri e calze nere. Tale divisa fu utilizzata principalmente per le prime amichevoli contro compagini formate da marittimi britannici, e nel 1898 per partecipare al primo Campionato di calcio italiano. Già a partire dall'anno successivo, la squadra cambierà maglia, sfoggiandone una a righe verticali bianche e blu. Sarà solo tre anni più tardi che il Genoa adotterà la maglia a quarti rossoblù, con il rosso granata a sinistra e il blu scuro a destra. La scelta dei colori fu presa in seguito ad una proposta di tre soci del club, i genovesi Paolo Rossi e Giovanni Bocciardo, e lo svizzero Edoardo Pasteur dopo la morte della Regina Vittoria avvenuta nel 1901; i colori, infatti, sono un omaggio alla bandiera britannica. La proposta fu approvata a maggioranza (5 voti contro 4) a discapito della proposta del socio gallese Howard Passadoro che aveva proposto una divisa blu con i bordi bianchi.

#### Evoluzione
| 1893-1898 | 1899-1901 | 2009-2010 | 2010-2011 | 2011-2012 | 2012-2013 | 2013-2014 | 2014-2015 | 2015-2016 | 2016-2017 |
| 2017-2018 | 2018-2019 | 2019-2020 | 2020-2021 | 2021-2022 | 2022-2023 | 2023-2024 | 2024-2025 |           |           |

### Seconda divisa
La tradizionale divisa di cortesia del Genoa è bianca con dettagli rossoblù. Sul petto viene solitamente messa una fascia, un palo o una sbarra bicolore.

#### Evoluzione
| 2009-2010 | 2010-2011 | 2011-2012 | 2012-2013 | 2013-2014 | 2014-2015 | 2015-2016 | 2016-2017 | 2017-2018 | 2018-2019 |
| 2019-2020 | 2020-2021 | 2021-2022 | 2022-2023 | 2023-2024 | 2024-2025 |           |           |           |           |

### Terza divisa

#### Evoluzione
| 2009-2010 | 2010-2011 | 2011-2012 | 2015-2016 | 2016-2017 | 2017-2018 | 2018-2019 | 2019-2020 | 2020-2021 | 2021-2022 |
| 2022-2023 | 2023-2024 | 2024-2025 |           |           |           |           |           |           |           |